# Eparchia di San Gregorio di Narek in Buenos Aires
L'eparchia di San Gregorio di Narek in Buenos Aires (in latino Eparchia Sancti Gregorii Narekiani Bonaërensis Armenorum) è una sede della Chiesa armeno-cattolica in Argentina, immediatamente soggetta alla Santa Sede. Nel 2022 contava 16.760 battezzati. La sede è vacante.

## Territorio
L'eparchia comprende tutti i fedeli della Chiesa armeno-cattolica residenti in Argentina.
Sede eparchiale è la città di Buenos Aires, dove si trova la cattedrale di Nostra Signora di Narek.
Il territorio è amministrato da una sola parrocchia.

## Storia
Il 3 luglio 1981 fu eretto l'esarcato apostolico di America Latina e Messico, con sede a Buenos Aires.
Il 18 febbraio 1989 fu eretta l'eparchia di San Gregorio di Narek in Buenos Aires con la bolla Cum Christifideles ritus Armeni in Republica Argentina di papa Giovanni Paolo II, ricavandone il territorio dall'esarcato di America Latina e Messico; la sede di quest'ultimo fu, quindi, spostata a San Paolo, in Brasile.

## Cronotassi dei vescovi
Si omettono i periodi di sede vacante non superiori ai 2 anni o non storicamente accertati.
- Vartán Waldir Boghossian, S.D.B. (18 febbraio 1989 - 4 luglio 2018 ritirato)
- Pablo León Hakimian † (4 luglio 2018 - 6 novembre 2024 deceduto)
  - Vartán Waldir Boghossian, S.D.B., dal 31 marzo 2025 (amministratore apostolico)

## Statistiche
L'eparchia nel 2022 contava 16.760 battezzati.
| anno | popolazione | popolazione | popolazione | presbiteri | presbiteri | presbiteri | presbiteri                | diaconi | religiosi | religiosi | parrocchie |
| anno | battezzati  | totale      | %           | numero     | secolari   | regolari   | battezzati per presbitero | diaconi | uomini    | donne     | parrocchie |
| ---- | ----------- | ----------- | ----------- | ---------- | ---------- | ---------- | ------------------------- | ------- | --------- | --------- | ---------- |
| 1990 | 14.000      | ?           | ?           | 5          | 3          | 2          | 2.800                     |         | 2         |           | 1          |
| 1999 | 16.000      | ?           | ?           | 4          | 3          | 1          | 4.000                     |         | 1         |           | 1          |
| 2000 | 16.000      | ?           | ?           | 3          | 2          | 1          | 5.333                     |         | 1         |           | 1          |
| 2001 | 16.000      | ?           | ?           | 2          | 1          | 1          | 8.000                     |         | 1         |           | 1          |
| 2002 | 16.000      | ?           | ?           | 2          | 1          | 1          | 8.000                     |         | 1         |           | 1          |
| 2003 | 16.000      | ?           | ?           | 1          |            | 1          | 16.000                    |         | 1         |           | 1          |
| 2004 | 16.000      | ?           | ?           | 1          |            | 1          | 16.000                    |         | 1         |           | 1          |
| 2009 | 16.000      | ?           | ?           | 1          | 1          |            | 16.000                    |         | 1         |           | 1          |
| 2010 | 16.000      | ?           | ?           | 1          | 1          |            | 16.000                    |         |           |           | 1          |
| 2012 | 16.600      | ?           | ?           | 2          | 2          |            | 8.300                     |         |           |           | 1          |
| 2017 | 16.000      | ?           | ?           | 2          | 2          |            | 8.000                     |         |           |           | 1          |
| 2020 | 16.460      | ?           | ?           | 1          | 1          |            | 16.460                    |         |           |           | 1          |
| 2022 | 16.760      | ?           | ?           | 1          | 1          |            | 16.760                    |         |           |           | 1          |